# Idaea subrecta
Idaea subrecta är en fjärilsart som beskrevs av Louis Beethoven Prout 1935. Idaea subrecta ingår i släktet Idaea och familjen mätare. Inga underarter finns listade i Catalogue of Life.